# شاذلية يشرطية
الطريقة الشاذلية اليشرطية هي طريقة صوفية سُنيّة، متفرعة من الطريقة الشاذلية. مقرها الرئيسي الحالي في عمّان بالأردن، ولها عدة زوايا في عدد من المدن الأردنية، وتنتشر في دول أخرى، مثل: فلسطين، جزر القمر، وتنزانيا، وكينيا، وأوغندا، ومدغشقر، وموريشوس، ولاريونيون، والولايات المتحدة، وكندا، والبرازيل.
أسس الطريقة الشيخ «علي نور الدين اليشرطي» (1846 - 1899) في عكا، وكان شيخ الطريقة «أحمد اليشرطي» منذ عام 1980 حتى وفاته في 14 نوفمبر 2021.